# Hymn Gruzińskiej SRR
Hymn Gruzińskiej SRR został przyjęty w roku 1946 i był używany do 1991. Muzykę skomponował Otar Taktakiszwili, a słowa napisali Grigoł Abaszydze oraz A. Abaszeli.
Po śmierci Józefa Stalina słowa zostały zmienione tak, aby wyeliminować jego imię z tekstu.

## Transkrypcja łacińska oryginalnych słów gruzińskich
idide marad, čveno samšoblov.
gmirta k'era xar gaukrobeli;
kveqanas miec didi st'alini,
xalxta monobis damamxobeli.
šeni ocneba asrulda,
ristvisac sisxli ghvareo:
aqvavdi, t'urpa kveqanav,
ilxine, kartvelt mxareo!
didi okt'ombris šukit leninma
šen gaginata mtebi č'aghara;
st'alinis sibrdznem dzlevit szegmosa,
gadagakcia mziur baghnarad.
modzme erebis odžaxši
damk'vidrdi. gaixareo;
aqvavdi, t'urpa kveq'anav,
ilxine, kartvelt mxareo!
uxsovar drodan brc'qinavda šeni
azri, xmali da gambedaoba:
dghes šens didebas, natel momavals
sč'eds st'alinuri c'rtobis taoba
sabč'ota droša dagnatis
mzesavit moelvareo;
aqvavdi, t'urpa kveq'anav,
ilxine, kartvelt mxareo!

## Transkrypcja łacińska słów gruzińskich po śmierciStalina
idide marad, čemo samšoblov,
gmirta k'era xar ganaxlebuli,
diad p'art'iis nateli azrit,
leninis sibrdznit amaghlebuli,
šeni ocneba asrulda,
ristvisac sisxli ghvareo,
mšromeli, k'acis mardžvenit
aq'vavebulo mxareo.